# Swiss Corona
Die Vovage (bis ca. 2020: Swiss Corona) ist ein unter schweizerischer Flagge fahrendes 4-Sterne-Flusskreuzfahrtschiff der Scylla AG aus Basel, das im Voyage-Charter von verschiedenen Reiseanbietern auf Donau, Rhein, Main und Mosel sowie in Frankreich eingesetzt wird. Sie ist bis auf einige bauliche Details das Schwesterschiff der Swiss Gloria.

## Geschichte
Das Rohbau des Schiffs wurde im Jahr 2004 von der Schiffswerft De Hoop in Heusden unter der Baunummer 384 fertiggestellt. Der Innenausbau wurde anschließend von der Scheepstimmerbedrijf Da-Capo in  Hardinxveld-Giessendam ausgeführt. Die Baukosten lagen bei 12 Mio. Euro. Die Taufe fand am 2. April 2004 in Wiesbaden statt. Taufpatin war Eva Herman. Bis 2009 bestand für die Swiss Corona ein Chartervertrag mit der Transocean Tours Touristik GmbH. Nach der Insolvenz des Unternehmens wurde der Vertrag mit einer Nachfolgegesellschaft nicht erneuert. Seitdem wird das Schiff von verschiedenen Anbietern für Flusskreuzfahrten und als Hotelschiff eingesetzt.

## Ausstattung und Technik
Die Swiss Corona ist ein Vierdeck-Kabinenschiff der 4-Sterne-Kategorie mit 73 Doppelkabinen und drei Dreibettkabinen, die 14–19 m² groß sind. Die Kabinen sind klimatisiert und jeweils mit Dusche, Toilette, Fernsehgerät, Telefon und Safe ausgestattet. Die Kabinen auf dem Oberdeck verfügen über einen französischen Balkon. Die 20 Kabinen für die 36-köpfige Mannschaft befinden sich im hinteren Bereich des Unterdecks. Neben der im Oberdeck in vorderen Mittelschiff liegenden Eingangshalle mit Rezeption, Schiffsboutique und Ausflugsbüro  befindet sich die Panoramasalon mit Bar. Achtern liegt die Lido-Bar mit Aussenterrasse. Das Panoramarestaurant liegt auf dem Hauptdeck. Im Wellnessbereich im Unterdeck stehen den Fahrgästen eine Sauna, ein Solarium sowie ein Dampfbad zur Verfügung. Das Sonnendeck ist mit Whirlpool, Liegestühlen und mit mittels viertelkugelförmigen Sonnensegeln schützbaren Sitzgruppen ausgestattet. Haupt- und Oberdeck sind mit einem Aufzug verbunden.

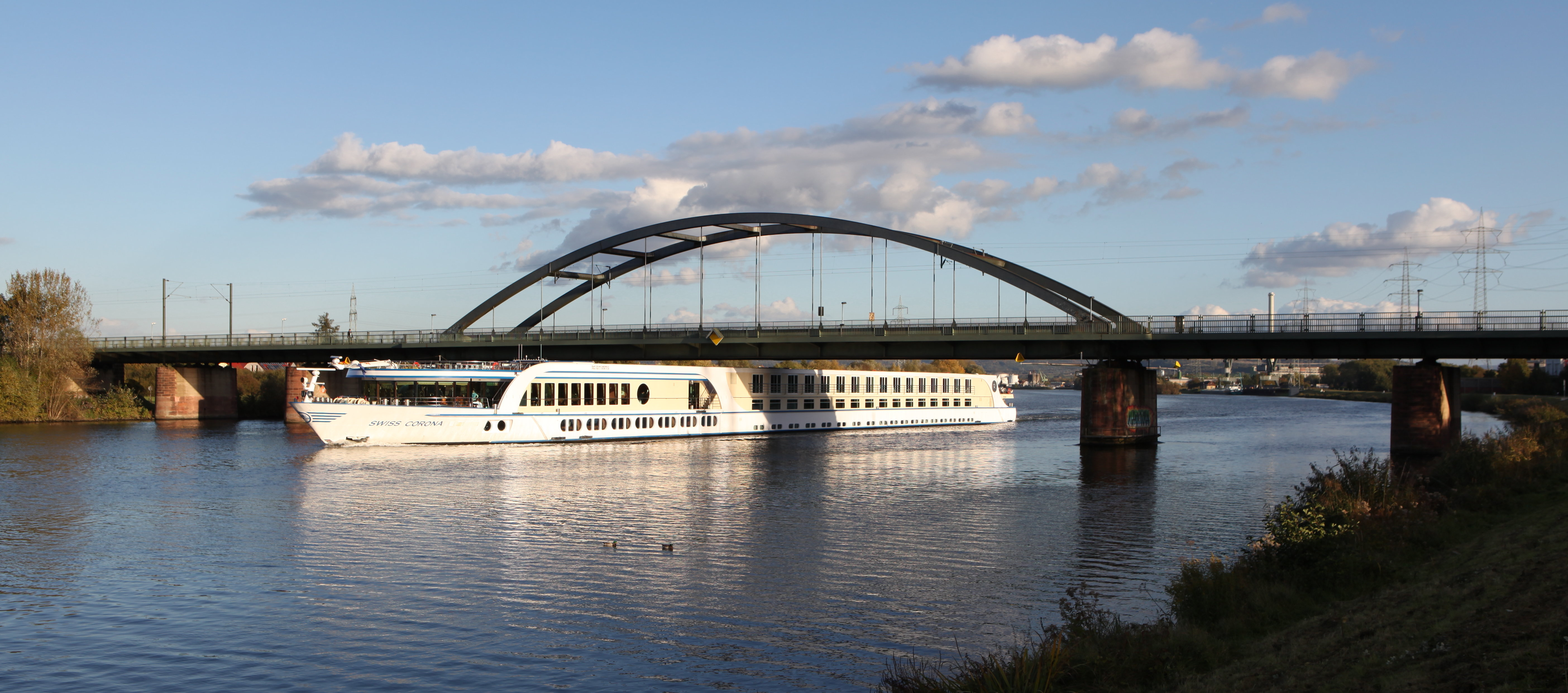
Swiss Corona mit abgeklappten Aufbauten auf dem Main

Das Schiff wird von zwei Dieselmotoren Caterpillar 3508 B à 783 kW über zwei kontrarotierende Ruderpropeller angetrieben, zusätzlich verfügt das Schiff über eine Bugstrahlanlage Veth-Jet vom Typ 2-K-1000, die von einem 220 kW starken Elektromotor angetrieben wird. Die Stromversorgung an Bord wird durch zwei Dieselgeneratoren Caterpillar 3406C und einem Notstromgenerator John Deere 4045TF 158 sichergestellt. Das Schiff ist 110 m lang, 11,40 m breit und hat eine Höhe über Wasser von 6 m. Der Tiefgang ist mit maximal 1,65 m angegeben. Durch Versenken von Steuerhaus, sowie dem Umlegen von Geländern und den Sonnensegeln kann die Höhe für Fahrten auf Gewässern mit niedrigen Brückendurchfahrten, wie Mosel und Main-Donau-Kanal verringert werden. Das Schiff verfügt einen 100 Kubikmeter großen Treibstofftank.